# カンピオナート・ロライメンセ
カンピオナート・ロライメンセ (Campeonato Roraimense) は、ブラジル・ロライマ州のサッカーリーグである。ロライマ州サッカー連盟 (Federação Roraimense de Futebol, FRF) が主催する。日本ではロライマ州選手権の名称で紹介されることが多い。

## 大会方式
2017年シーズン
- ファーストステージ - 6チームを2つのグループに分け、1回総当たりのリーグ戦を行う。各グループ上位2チームがセカンドステージへ進む。
- セカンドステージ - ファーストステージを勝ち上がった4チームによるトーナメント方式。準決勝・決勝共にホーム・アンド・アウェーの2試合で勝敗を決する。

※ブラジルのほかの州選手権と同様に、大会方式は毎年変わり得る。

## 参加クラブ
2017年シーズン 1部
- アトレチコ・ロライマ
- バレー（ポルトガル語版）
- GAS（ポルトガル語版）
- ナウチコ（ポルトガル語版）
- レアル（ポルトガル語版）
- サン・ライムンド（ポルトガル語版）

## 歴代優勝クラブ

### アマチュア
- 1960 バレー
- 1961 アトレチコ・ロライマ
- 1962 アトレチコ・ロライマ / フラメンゴ
- 1963 サン・フランシスコ
- 1964 バレー
- 1965 バレー
- 1966 バレー
- 1967 バレー
- 1968 ナウチコ
- 1969 バレー / GAS

- 1970 バレー
- 1971 バレー
- 1972 バレー
- 1973 サン・フランシスコ
- 1974 サン・フランシスコ
- 1975 アトレチコ・ロライマ
- 1976 アトレチコ・ロライマ
- 1977 サン・ライムンド
- 1978 アトレチコ・ロライマ
- 1979 リヴェル

- 1980 アトレチコ・ロライマ
- 1981 アトレチコ・ロライマ
- 1982 バレー
- 1983 アトレチコ・ロライマ
- 1984 バレー
- 1985 アトレチコ・ロライマ
- 1986 バレー
- 1987 アトレチコ・ロライマ
- 1988 バレー
- 1989 リヴェル

- 1990 アトレチコ・ロライマ
- 1991 リオ・ネグロ
- 1992 サン・ライムンド
- 1993 アトレチコ・ロライマ
- 1994 リヴェル

### プロ
- 1995 アトレチコ・ロライマ
- 1996 バレー
- 1997 バレー
- 1998 アトレチコ・ロライマ
- 1999 バレー
- 2000 リオ・ネグロ
- 2001 アトレチコ・ロライマ
- 2002 アトレチコ・ロライマ
- 2003 アトレチコ・ロライマ
- 2004 サン・ライムンド

- 2005 サン・ライムンド
- 2006 バレー
- 2007 アトレチコ・ロライマ
- 2008 アトレチコ・ロライマ
- 2009 アトレチコ・ロライマ
- 2010 バレー
- 2011 レアル
- 2012 サン・ライムンド
- 2013 ナウチコ
- 2014 サン・ライムンド

- 2015 ナウチコ
- 2016 サン・ライムンド

## クラブ別優勝回数
() 内はアマチュアでの優勝年
| クラブ               | 優勝回数 | 優勝回数 | 優勝回数 | 優勝年 |
| クラブ               | アマ     | プロ     | 計       | 優勝年 |
| -------------------- | -------- | -------- | -------- | --- |
| アトレチコ・ロライマ | 12       | 8        | 20       | (1961), (1962), (1975), (1976), (1978), (1980), (1981), (1983), (1985), (1987), (1990), (1993), 1995, 1998, 2001, 2002, 2003, 2007, 2008, 2009 |
| バレー               | 13       | 5        | 18       | (1960), (1964), (1965), (1966), (1967), (1969), (1970), (1971), (1972), (1982), (1984), (1986), (1988), 1996, 1997, 1999, 2006, 2010           |
| サン・ライムンド     | 2        | 5        | 7        | (1977), (1992), 2004, 2005, 2012, 2014, 2016                                                                                                   |
| サン・フランシスコ   | 3        | 0        | 3        | (1963), (1973), (1974) |
| リヴェル             | 3        | 0        | 3        | (1979), (1989), (1994) |
| ナウチコ             | 1        | 2        | 3        | (1968), 2013, 2015 |
| リオ・ネグロ         | 1        | 1        | 2        | (1991), 2000 |
| フラメンゴ           | 1        | 0        | 1        | (1962) |
| GAS                  | 1        | 0        | 1        | (1969) |
| レアル               | 0        | 1        | 1        | 2011 |